# Paulin Bordeleau
Paulin Bordeleau, född 29 januari 1953, är en fransk-kanadensisk ishockeytränare och före detta professionell ishockeyforward.
Han tillbringade tre säsonger i den nordamerikanska ishockeyligan National Hockey League (NHL), där han spelade för Vancouver Canucks. Han producerade 89 poäng (33 mål och 56 assists) samt drog på sig 47 utvisningsminuter på 183 grundspelsmatcher. Bordeleau spelade också för Quebec Nordiques i World Hockey Association (WHA); ASG Tours, Megève och Mont-Blanc HC i Nationale A (NA)/Nationale 1A (N1A); Fredericton Canadiens i American Hockey League (AHL); Tulsa Oilers i Central Hockey League (CHL) samt Canadien junior de Montréal och Toronto Marlboros i OHA-Jr.
Han draftades i andra rundan i 1973 års amatördraft av Vancouver Canucks som 19:e spelare totalt. Samma år blev Bordeleau även draftad av Toronto Toros i WHA:s draft.
Efter den aktiva spelarkarriären har Bordeleau arbetat bland annat som tränare för till exempel Fredericton Canadiens, Hannover Scorpions, Augsburger Panther och HC Lausanne. Han har även varit assisterande tränare för Tampa Bay Lightning i NHL.
Han är bror till Christian Bordeleau och J.P. Bordeleau, far till Sébastien Bordeleau samt farfar till Thomas Bordeleau. Samtliga har spelat i NHL under sina aktiva spelarkarriärer.

## Statistik
| Källa: Utv = Utvisningsminuter | Källa: Utv = Utvisningsminuter                                         | Källa: Utv = Utvisningsminuter                                         |                                                                        | Grundserie                                                             | Grundserie                                                             | Grundserie                                                             | Grundserie                                                             | Grundserie                                                             |                                                                        | Slutspel                                                               | Slutspel                                                               | Slutspel                                                               | Slutspel                                                               | Slutspel                                                               |
| Säsong                         | Lag                                                                    | Liga                                                                   | Matcher                                                                | Mål                                                                    | Assist                                                                 | Poäng                                                                  | Utv                                                                    | Matcher                                                                | Mål                                                                    | Assist                                                                 | Poäng                                                                  | Utv                                                                    |                                                                        |                                                                        |
| ------------------------------ | ---------------------------------------------------------------------- | ---------------------------------------------------------------------- | ---------------------------------------------------------------------- | ---------------------------------------------------------------------- | ---------------------------------------------------------------------- | ---------------------------------------------------------------------- | ---------------------------------------------------------------------- | ---------------------------------------------------------------------- | ---------------------------------------------------------------------- | ---------------------------------------------------------------------- | ---------------------------------------------------------------------- | ---------------------------------------------------------------------- | ---------------------------------------------------------------------- | ---------------------------------------------------------------------- |
| 1967–1968                      | Copper Kings de Noranda                                                |                                                                        | 27                                                                     | 15                                                                     | 15                                                                     | 30                                                                     | 21                                                                     | —                                                                      | —                                                                      | —                                                                      | —                                                                      | —                                                                      |                                                                        |                                                                        |
| 1968–1969                      | Ej tillgänglig information om vart han spelade och hur han presterade. | Ej tillgänglig information om vart han spelade och hur han presterade. | Ej tillgänglig information om vart han spelade och hur han presterade. | Ej tillgänglig information om vart han spelade och hur han presterade. | Ej tillgänglig information om vart han spelade och hur han presterade. | Ej tillgänglig information om vart han spelade och hur han presterade. | Ej tillgänglig information om vart han spelade och hur han presterade. | Ej tillgänglig information om vart han spelade och hur han presterade. | Ej tillgänglig information om vart han spelade och hur han presterade. | Ej tillgänglig information om vart han spelade och hur han presterade. | Ej tillgänglig information om vart han spelade och hur han presterade. | Ej tillgänglig information om vart han spelade och hur han presterade. | Ej tillgänglig information om vart han spelade och hur han presterade. | Ej tillgänglig information om vart han spelade och hur han presterade. |
| 1969–1970                      | Canadien junior de Montréal                                            | OHA-Jr.                                                                | 41                                                                     | 18                                                                     | 29                                                                     | 47                                                                     | 48                                                                     | 16                                                                     | 3                                                                      | 6                                                                      | 9                                                                      | 6                                                                      |                                                                        |                                                                        |
| 1970–1971                      | Toronto Marlboros                                                      | OHA-Jr.                                                                | 45                                                                     | 27                                                                     | 42                                                                     | 69                                                                     | 69                                                                     | 13                                                                     | 13                                                                     | 11                                                                     | 24                                                                     | 24                                                                     |                                                                        |                                                                        |
| 1971–1972                      | Toronto Marlboros                                                      | OHA-Jr.                                                                | 34                                                                     | 34                                                                     | 33                                                                     | 67                                                                     | 37                                                                     | 10                                                                     | 9                                                                      | 7                                                                      | 16                                                                     | 7                                                                      |                                                                        |                                                                        |
| 1972–1973                      | Toronto Marlboros                                                      | OHA-Jr.                                                                | 56                                                                     | 54                                                                     | 43                                                                     | 97                                                                     | 26                                                                     | —                                                                      | —                                                                      | —                                                                      | —                                                                      | —                                                                      |                                                                        |                                                                        |
| 1973–1974                      | Vancouver Canucks                                                      | NHL                                                                    | 68                                                                     | 11                                                                     | 13                                                                     | 24                                                                     | 20                                                                     | —                                                                      | —                                                                      | —                                                                      | —                                                                      | —                                                                      |                                                                        |                                                                        |
| 1974–1975                      | Vancouver Canucks                                                      | NHL                                                                    | 67                                                                     | 17                                                                     | 31                                                                     | 48                                                                     | 21                                                                     | 5                                                                      | 2                                                                      | 1                                                                      | 3                                                                      | 0                                                                      |                                                                        |                                                                        |
| 1975–1976                      | Vancouver Canucks                                                      | NHL                                                                    | 48                                                                     | 5                                                                      | 12                                                                     | 17                                                                     | 21                                                                     | —                                                                      | —                                                                      | —                                                                      | —                                                                      | —                                                                      |                                                                        |                                                                        |
|                                | Tulsa Oilers                                                           | CHL                                                                    | 14                                                                     | 5                                                                      | 9                                                                      | 14                                                                     | 11                                                                     | —                                                                      | —                                                                      | —                                                                      | —                                                                      | —                                                                      |                                                                        |                                                                        |
| 1976–1977                      | Quebec Nordiques                                                       | WHA                                                                    | 80                                                                     | 42                                                                     | 41                                                                     | 83                                                                     | 52                                                                     | 16                                                                     | 12                                                                     | 9                                                                      | 21                                                                     | 12                                                                     |                                                                        |                                                                        |
| 1977–1978                      | Quebec Nordiques                                                       | WHA                                                                    | 77                                                                     | 42                                                                     | 23                                                                     | 65                                                                     | 29                                                                     | 11                                                                     | 4                                                                      | 6                                                                      | 10                                                                     | 2                                                                      |                                                                        |                                                                        |
| 1978–1979                      | Quebec Nordiques                                                       | WHA                                                                    | 77                                                                     | 17                                                                     | 12                                                                     | 29                                                                     | 44                                                                     | 4                                                                      | 1                                                                      | 0                                                                      | 1                                                                      | 0                                                                      |                                                                        |                                                                        |
| 1979–1980                      | Ej tillgänglig information om vart han spelade och hur han presterade. | Ej tillgänglig information om vart han spelade och hur han presterade. | Ej tillgänglig information om vart han spelade och hur han presterade. | Ej tillgänglig information om vart han spelade och hur han presterade. | Ej tillgänglig information om vart han spelade och hur han presterade. | Ej tillgänglig information om vart han spelade och hur han presterade. | Ej tillgänglig information om vart han spelade och hur han presterade. | Ej tillgänglig information om vart han spelade och hur han presterade. | Ej tillgänglig information om vart han spelade och hur han presterade. | Ej tillgänglig information om vart han spelade och hur han presterade. | Ej tillgänglig information om vart han spelade och hur han presterade. | Ej tillgänglig information om vart han spelade och hur han presterade. | Ej tillgänglig information om vart han spelade och hur han presterade. | Ej tillgänglig information om vart han spelade och hur han presterade. |
| 1980–1981                      | ASG Tours                                                              | NA                                                                     | 36                                                                     | 43                                                                     | 23                                                                     | 66                                                                     | —                                                                      | 10                                                                     | 17                                                                     | 9                                                                      | 26                                                                     | —                                                                      |                                                                        |                                                                        |
| 1981–1982                      | Megève                                                                 | NA                                                                     | 26                                                                     | 33                                                                     | 20                                                                     | 53                                                                     | —                                                                      | —                                                                      | —                                                                      | —                                                                      | —                                                                      | —                                                                      |                                                                        |                                                                        |
| 1982–1983                      | Megève                                                                 | NA                                                                     | 28                                                                     | 44                                                                     | 28                                                                     | 72                                                                     | –                                                                      | —                                                                      | —                                                                      | —                                                                      | —                                                                      | —                                                                      |                                                                        |                                                                        |
| 1983–1984                      | Megève                                                                 | NA                                                                     | 32                                                                     | 39                                                                     | 29                                                                     | 68                                                                     | –                                                                      | —                                                                      | —                                                                      | —                                                                      | —                                                                      | —                                                                      |                                                                        |                                                                        |
| 1984–1985                      | Megève                                                                 | NA                                                                     | 32                                                                     | 16                                                                     | 10                                                                     | 26                                                                     | –                                                                      | —                                                                      | —                                                                      | —                                                                      | —                                                                      | —                                                                      |                                                                        |                                                                        |
| 1985–1986                      | Megève                                                                 | N1A                                                                    | 32                                                                     | 22                                                                     | 44                                                                     | 66                                                                     | –                                                                      | —                                                                      | —                                                                      | —                                                                      | —                                                                      | —                                                                      |                                                                        |                                                                        |
| 1986–1987                      | Mont-Blanc HC                                                          | N1A                                                                    | 36                                                                     | 57                                                                     | 47                                                                     | 104                                                                    | 24                                                                     | —                                                                      | —                                                                      | —                                                                      | —                                                                      | —                                                                      |                                                                        |                                                                        |
| 1987–1988                      | Mont-Blanc HC                                                          | N1A                                                                    | 28                                                                     | 20                                                                     | 22                                                                     | 42                                                                     | 63                                                                     | —                                                                      | —                                                                      | —                                                                      | —                                                                      | —                                                                      |                                                                        |                                                                        |
| 1988–1996                      | Spelade ej.                                                            | Spelade ej.                                                            | Spelade ej.                                                            | Spelade ej.                                                            | Spelade ej.                                                            | Spelade ej.                                                            | Spelade ej.                                                            | Spelade ej.                                                            | Spelade ej.                                                            | Spelade ej.                                                            | Spelade ej.                                                            | Spelade ej.                                                            | Spelade ej.                                                            | Spelade ej.                                                            |
| 1996–1997                      | Fredericton Canadiens                                                  | AHL                                                                    | 3                                                                      | 1                                                                      | 3                                                                      | 4                                                                      | 2                                                                      | —                                                                      | —                                                                      | —                                                                      | —                                                                      | —                                                                      |                                                                        |                                                                        |
| NHL totalt                     | NHL totalt                                                             | NHL totalt                                                             | 183                                                                    | 33                                                                     | 56                                                                     | 89                                                                     | 47                                                                     | 5                                                                      | 2                                                                      | 1                                                                      | 3                                                                      | 0                                                                      |                                                                        |                                                                        |
| WHA totalt                     | WHA totalt                                                             | WHA totalt                                                             | 234                                                                    | 101                                                                    | 76                                                                     | 177                                                                    | 125                                                                    | 31                                                                     | 17                                                                     | 15                                                                     | 32                                                                     | 14                                                                     |                                                                        |                                                                        |
| NA/N1A totalt                  | NA/N1A totalt                                                          | NA/N1A totalt                                                          | 250                                                                    | 274                                                                    | 223                                                                    | 497                                                                    | 87                                                                     | 10                                                                     | 17                                                                     | 9                                                                      | 26                                                                     | —                                                                      |                                                                        |                                                                        |
| OHA-Jr. totalt                 | OHA-Jr. totalt                                                         | OHA-Jr. totalt                                                         | 176                                                                    | 133                                                                    | 147                                                                    | 280                                                                    | 180                                                                    | 39                                                                     | 25                                                                     | 24                                                                     | 49                                                                     | 37                                                                     |                                                                        |                                                                        |

### Internationellt
| Källa:        | Källa:        | Källa:        |         | Utv = Utvisningsminuter | Utv = Utvisningsminuter | Utv = Utvisningsminuter | Utv = Utvisningsminuter | Utv = Utvisningsminuter |
| År            | Lag           | Mästerskap    | Matcher | Mål                     | Assists                 | Poäng                   | Utv                     |                         |
| ------------- | ------------- | ------------- | ------- | ----------------------- | ----------------------- | ----------------------- | ----------------------- | ----------------------- |
| 1986          | Frankrike     | VM            | 7       | 2                       | 1                       | 3                       | 4                       |                         |
| 1987          | Frankrike     | VM            | 7       | 9                       | 6                       | 15                      | 24                      |                         |
| 1988          | Frankrike     | OS            | 6       | 2                       | 2                       | 4                       | 24                      |                         |
| Senior totalt | Senior totalt | Senior totalt | 20      | 13                      | 9                       | 22                      | 52                      |                         |